# Dmitrij Vasziljevics Petrov
Dmitrij Vasziljevics Petrov (oroszul: Дмитрий Васильевич Петров) (Ufa, 1985. február 1. –) Európa-bajnoki bronzérmes orosz tőrvívó.